# Eduardo Rugama
Eduardo de Rugama y González del Campillo (Perote, Veracruz, 28 de julio de 1879- Ciudad de México, 1952) fue un actor mexicano, de teatro de revista, de la época de la Revolución mexicana. Tuvo gran fama en el tiempo del teatro de carpas, se dice que Cantinflas pudo haber copiado su estilo.
Nacido en la Hacienda de San Antonio Tenextepec, municipio de Perote, Veracruz, propiedad de su familia desde 1822, siendo joven marchó a la Cd. de México en dónde trabó amistad con gente de la alta sociedad, entre ellos el yerno de Porfirio Díaz, Ignacio de la Torre. En aquella época se le conoció como el "lagartijo mejor vestido de México". 
Se inició en la comedia de revista de manera fortuita, ya que en un viaje a Buenos Aires, en el que para no devolver las entradas, tomó el papel del indispuesto actor principal. Corría el año de 1915 y se hizo popular con el apodo de "El Chato Rugama". Entre otros, se burlaba del Ing. Ignacio Bonillas, candidato presidencial en el año de 1919, en el Teatro Fábregas, con la compañía de María Conesa. Fue un asiduo participante en muchas de las temporadas del teatro del género. 
En 1936 abre en Monterrey el Teatro Maravillas y obtiene un pequeño papel en la cinta de 1938 Los Bandidos de Río Frío. 
Amigo del General Francisco Serrano, padrino de bautizo de su hija Emilia Rosario, misma que procreó con Francisca Aicua, también artista (cantante de zarzuela), formando junto a sus hermanas el grupo de "Las Murillo" y descendientes en línea directa del pintor español Bartolomé Esteban Murillo, José Luis fue el otro hijo de la pareja.